# Steven Sampson
Steven Sampson, né en 1957, à Milwaukee aux États-Unis, est un critique littéraire et écrivain américain d'expression française.

## Biographie
Après avoir étudié la littérature anglo-américaine à Harvard et le journalisme à Columbia, Steven Sampson a travaillé pendant dix ans dans l’édition à New York. En 2008, il a obtenu un doctorat de l'université Paris-VII pour une thèse sur Philip Roth. Il collabore à La Revue littéraire, à L'Infini, à La Quinzaine littéraire, au Monde, à L'Atelier du Roman, à Causeur, à L'Arche, aux Cahiers Charles V, à Philip Roth Studies, à Alkemie, aux Cahiers de Tinbad, à L'Intermède, aux Chroniques du çà et là, à Service Littéraire, à Témoignage chrétien, à Mediapart, à The Antioch Review, à AOC, aux Cahiers Bernard Lazare, à l'émission Le mot du jour de RCJ, à Playboy, à Revue des Deux Mondes et à Esprit. Il a été membre du comité de rédaction de La Nouvelle Quinzaine littéraire jusqu'à la crise de ce titre, qui a entraîné le départ de la rédaction dans son intégralité.    
Il est membre du comité de rédaction du journal en ligne En attendant Nadeau.     

## Ouvrages
- Corpus Rothi. Une lecture de Philip Roth, éditions Léo Scheer, coll. « Variations », 2011
- Côte Est-Côte Ouest. Le roman américain du XXIe siècle, de Bret Easton Ellis à Jonathan Franzen, éditions Léo Scheer, coll. « Variations », 2011
- Corpus Rothi II. Le Philip Roth tardif, de Pastorale américaine à Némésis, éditions Léo Scheer, coll. « Variations », 2012
- Moi, Philip Roth, Éditions Pierre-Guillaume de Roux, 2018